# Cistóforas

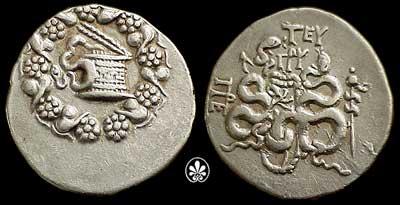
Cistóforas

Las cistóforas eran medallas o monedas antiguas en las que se ve el canasto sagrado, como se aprecia en las de Éfeso, Pérgamo, Tralles, Apamaea y de Laodicea. 
Se cree que estas medallas se acuñaban en las orgías que se hacían en honor de Baco. 